# ビーチバレーボール

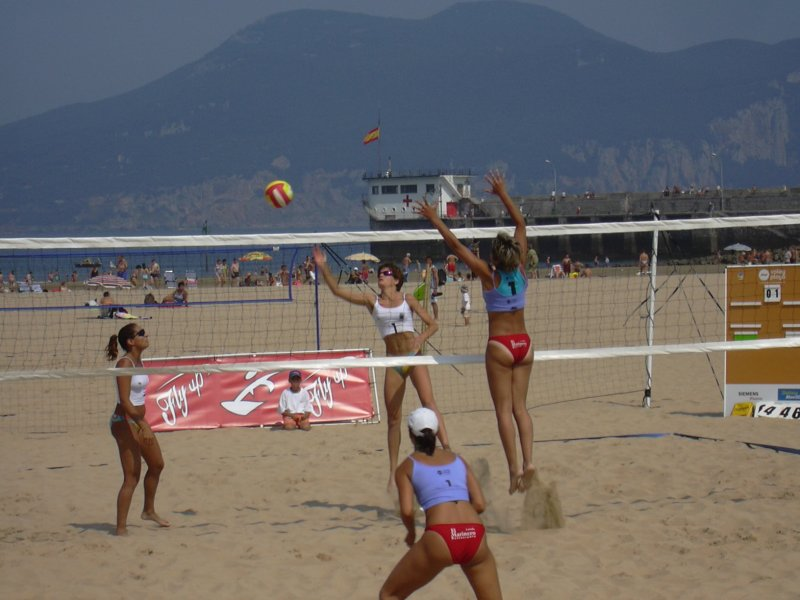
ビーチバレーの試合（女子）

ビーチバレーボール（英語:beach volleyball）は、バレーボールから派生した球技の1つである。
砂浜にネットを張ったコートで、2人1組のチーム同士で対戦する。アメリカ発祥のビーチスポーツで、1996年のアトランタオリンピックよりオリンピックの正式種目となった。

## 歴史
ビーチバレーボールは1895年にウィリアム・G・モーガンが始めたバレーボールの派生競技である。ビーチバレーボールの発祥については、国際オリンピック委員会は1920年代はじめ、アメリカ、カリフォルニア州サンタモニカのビーチレジャーとして始まったという説を採用している。これに対し、それより前の1915年にハワイ、ホノルルのアウトリガーカヌークラブ（Outrigger Canoe Club）でビーチバレーボールが誕生したという説もある。アウトリガーカヌークラブのメンバーに対して行われた1978年のインタビューでは、メンバーであったジョージ・デイヴィッド・「ダッド」・センターがネットをビーチに立てて、最初のビーチバレーボールのゲームが行われた。これによると、同クラブに所属していたデューク・カハナモクがビーチバレーボールの西海岸での発展にも寄与したとされている。
その後、ヨーロッパに伝えられ、1927年にはフランスのヌーディストビーチにおけるレクリエーションとして親しまれた。草創期には6人制で行なわれていたが、1930年にはダブルスで競技した記録が残っている。1950年代のアメリカでは美人コンテストやテレビ番組とタイアップしたショーの一部としてビーチバレーボールがマスメディアの注目を集めた。
1960年、カリフォルニア州で第1回マンハッタンビーチ・オープンが開催された。この時期にフランスでもプロ・トーナメントが開催されている。競技団体の整備は1980年代に進み、1983年にはアメリカでプロ選手らが自ら運営する団体、AVP（Association of Volleyball Professionals）が発足した。1987年、国際バレーボール連盟（FIVB）公認の初の国際トーナメント大会がブラジル、リオデジャネイロのイパネマ・ビーチで開催され、これが第1回の世界選手権大会とされている。さらにFIVBは1990年、世界各地を転戦する国際サーキットを開始した。
1992年バルセロナオリンピック開催期間中には、スペインのアルメリアで5大陸から100人以上の選手が参加し、公開競技が行なわれた。これらの盛り上がりを受けて、1996年アトランタオリンピックでは夏季オリンピックの正式種目となった。
アメリカ、ブラジル、オーストラリアの3か国が強豪国として知られる。著名なビーチバレーボール選手には室内のバレーボールから転向したプレーヤーが多い。アメリカのカーチ・キライ、シンジン・スミス、ランディ・ストクロスらの活躍はアメリカ国内のみならず国際的なビーチバレーボール人気を高める原動力となった。ブラジルからもエマヌエル・レゴやリカルド・サントスらのスター選手が登場した。女子選手ではミスティ・メイトレーナーやケリー・ウォルシュらがおもな選手として挙げられる。

## 日本における概要

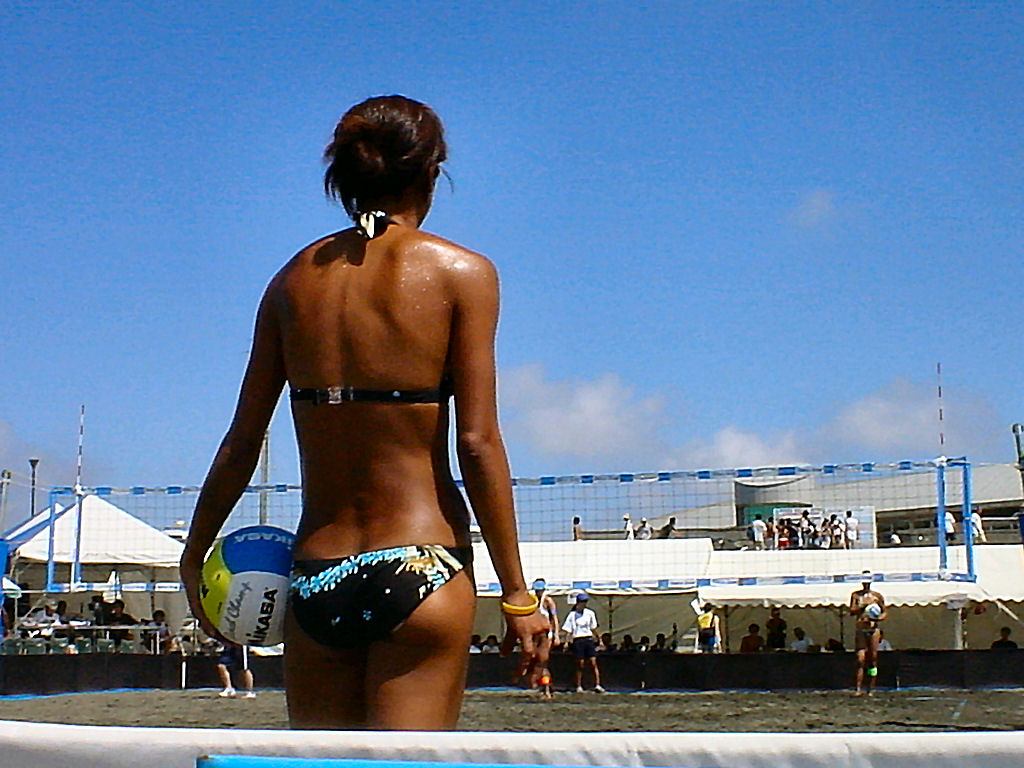
2006年のマーメイドカップ

日本では、1984年9月23日に富山県下新川郡朝日町で第1回全国ビーチバレーボール大会が開催された。
その後、川合俊一らが先駆となり、1987年、湘南・鵠沼海岸で第1回ビーチバレージャパンが開催されたのをきっかけに、ビーチバレーボールが広く認知されるようになった。1989年には、日本バレーボール協会が日本ビーチバレー連盟（JBV）を発足させている。
当初は室内の選手がシーズンオフとなる夏場に調整を兼ねて競技に参加していた（川合も当時は富士フイルムの選手だった）が、次第にビーチ専門の選手も増加の一途を辿っている。オリンピックには女子がアトランタ大会以降連続出場しており、アトランタオリンピックでは高橋有紀子・藤田幸子組が5位、2000年シドニーオリンピックでは高橋有紀子・佐伯美香組が4位に入賞している。2002年、西村晃一と浦田聖子は日本初のビーチバレーボールのプロチーム、ウィンズを設立した。2004年にビーチバレーボールに転向した浅尾美和は、モデルなどの活動を通してこれまでビーチバレーボールに関心の低かった層からも大きな注目を集めている。
近年は、室内とビーチの相互交流によって一体的に強化を図るのが世界の流れとなっており、ビーチから室内に替わってオリンピックのメダルを獲得した事例も出てきている。日本でも近年、先述の川合がそうした海外の状況を踏まえて室内選手の獲得に動いているものの、固定観念に縛られ、戦力低下を恐れる室内側が強硬に反対しており、現時点では菅山かおるのように室内代表を外れた選手などが自主的に転向するにとどまっており、世界的に見ても格段に後れを取っている。2012年ロンドンオリンピックで女子が初めて出場権を失い、2016年リオデジャネイロオリンピックでは男女とも出場できなかった。2020年東京オリンピックには開催国枠として男女1組ずつ出場権を得たが、女子で対戦相手の新型コロナウイルス感染による1不戦勝以外は全敗に終わった。
2013年に初めて強化指定選手を公募。男子17名・女子21名の応募があり、最終選考会には男子8名・女子5名が残り、フィジカルテスト（11月15・16日）、スキルテスト（17日）を行った。同月下旬に男女各2名という予定通り、長谷川徳海・上場雄也、草野歩・藤井桜子に決定した。

## 競技概要
1チーム2名の選手で対戦、室内のバレーボールのようなポジションは定められていない。ボールへの接触は3回まで（ブロックも含める）、この回数以内で相手コートにボールを返し、相手がボールを戻せなければ得点となるラリーポイント制をとる。
1セットごとに2点をリードして21点先取（3セット目は15点先取）する3セットマッチで、2セット先取した方のチームがその試合の勝者となる。第1・第2セットは、両チームの合計点が7の倍数になるごとに、第3セットは5の倍数ごとにコートチェンジを行なう。また、各セット間は1分、各セット中に、各チームは30秒間のタイムアウトを1回とれる。両チームの合計点が21点に達した時は、自動的に30秒間のテクニカル・タイムアウトとなる。

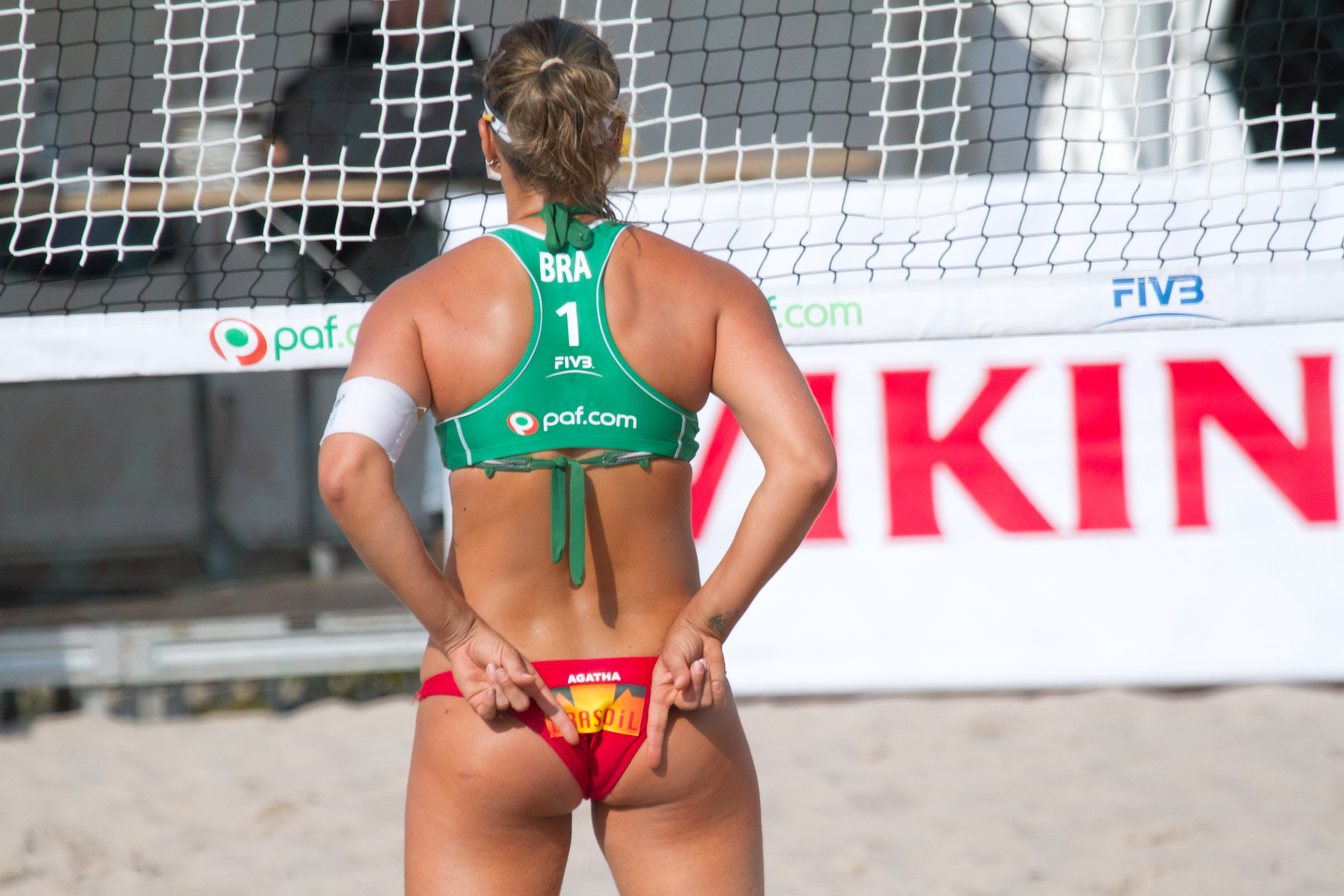
後ろ手にサインを送る選手

競技中は相手チームに見えないように腰の後ろで両手の指を使ったサインを送り、チームメイト同士でコンタクトをとる。
トーナメントはダブルイリミネーション方式を採る場合が多い。

### 競技用具

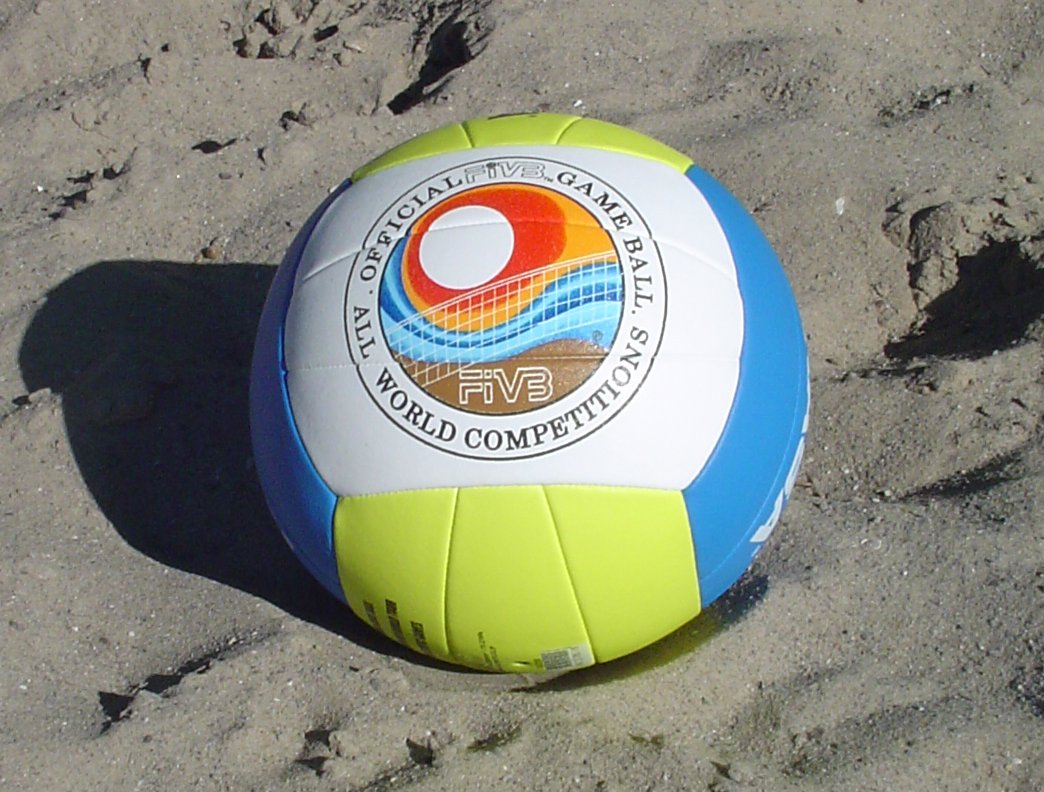
ビーチバレーボール用のボール

ボールの大きさは室内で行なうバレーボールのボールとほぼ同じだが、やわらかく、黄色やオレンジ、ピンクなど鮮やかな配色のものが用いられる。規格では内気圧は、0.30-0.325 kg/cm²と、6人制のボールより30%程低い。そのため、スピードがつき難い。

### 服装

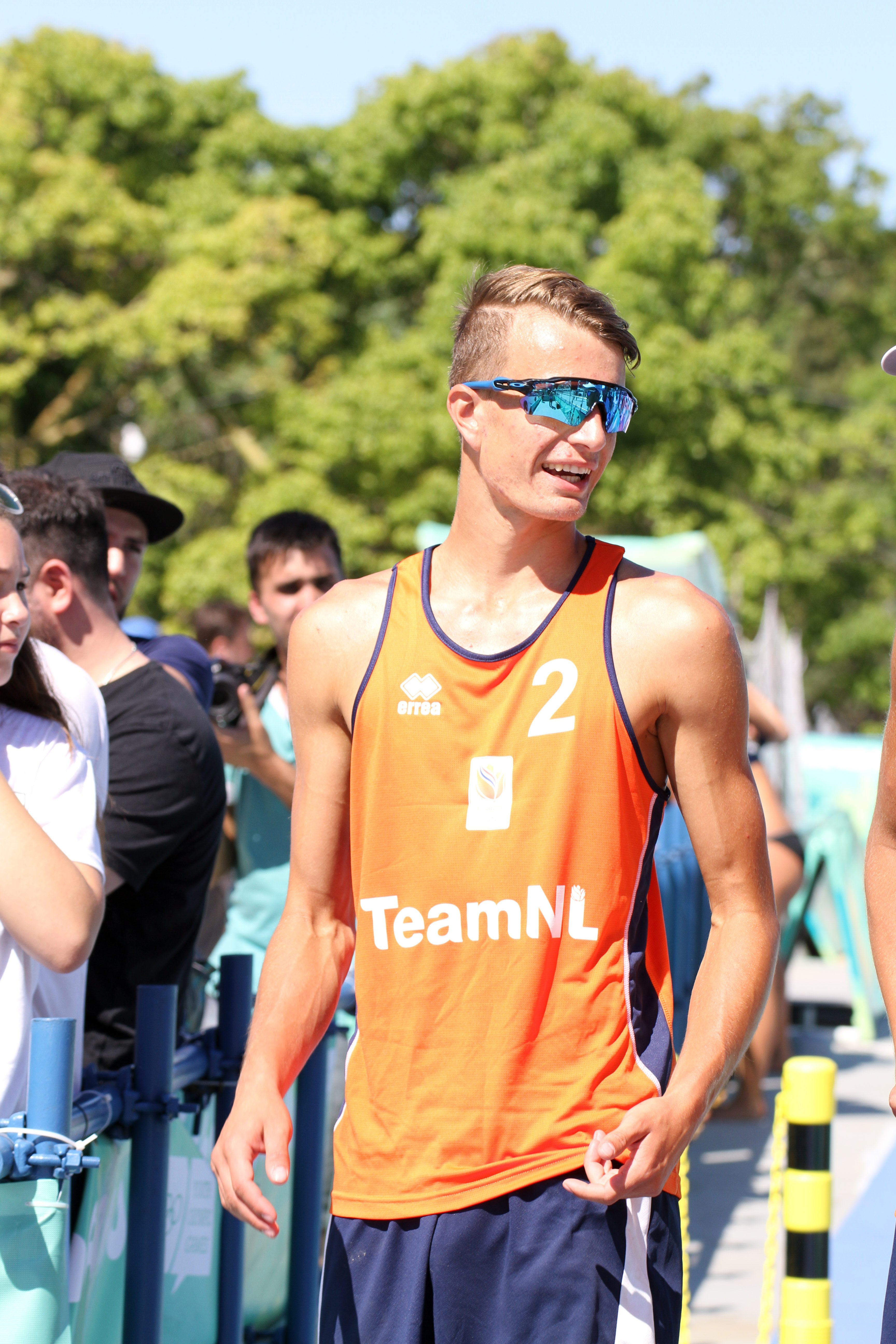
男子ユニフォーム

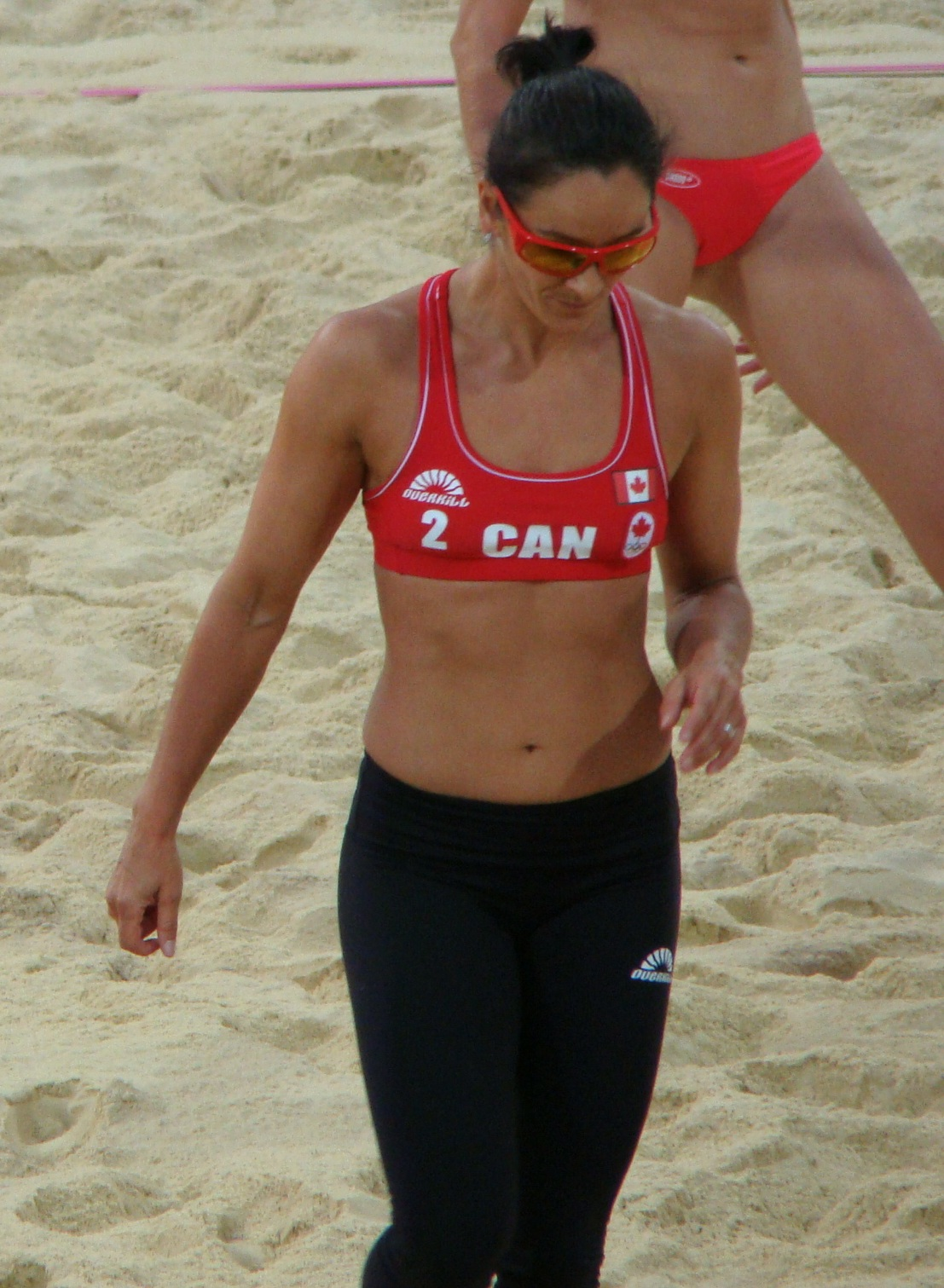
ロンドン五輪の Marie-Andrée Lessard

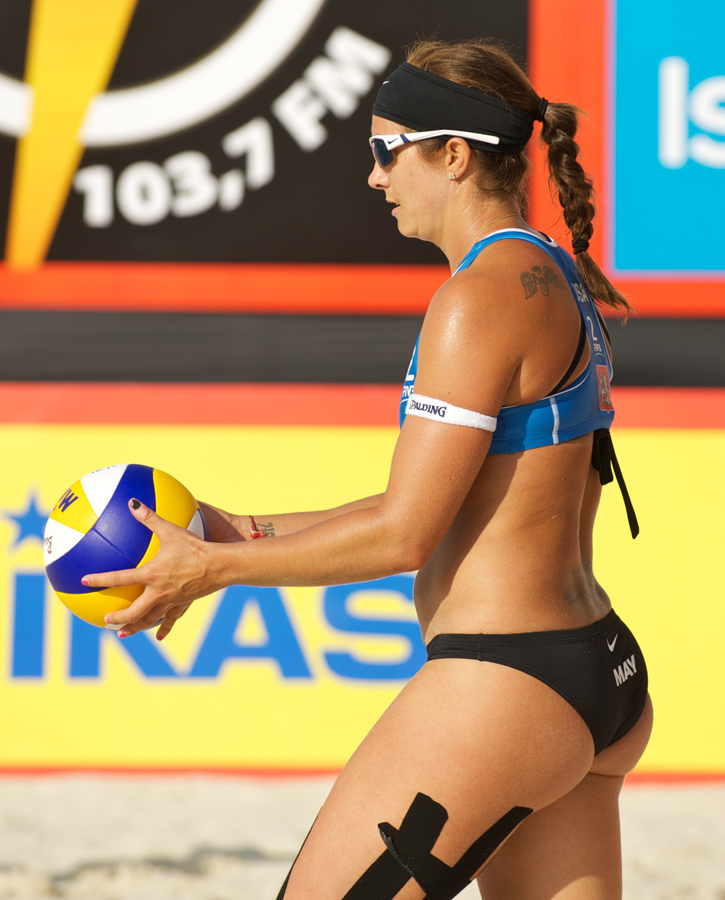
女子ユニフォーム

競技のユニフォームは競技会が特にユニフォームを規定しない場合、ショートパンツや水着を着用する。帽子をかぶってもよい。ジャージやタンクトップは任意である。チームの2人は同色で同じ形式のユニフォームを着るものとし、ジャージの胸の部分もしくは水着の前面に、それぞれはっきりとわかるように1と2の番号をつけなければならない。靴は履かず、裸足で競技する。
競技中はけがのおそれのあるものは身につけてはならない。眼鏡は選手自身の責任において着用が認められる。
としている。
ユニフォームは、FIVBとしてはそれぞれの競技会が規定した場合、その規定に沿うこととしている。
2004年アテネ五輪では五輪競技として、下記のスタイル規定をした。
- 男性
  - タンクトップとショートパンツのセパレート型のユニフォームを着用する。タンクトップは体にぴったりと密着したものとする。ショートパンツはぶかぶかのものは禁止。ショートパンツの裾は膝上15cm以上とする。タンクトップは明るく鮮やかな色とする。ショートパンツは暗い色でも可。
- 女性
  - タンクトップとブリーフのセパレート型、もしくはワンピース型（上半身、下半身一体型）のユニフォームを着用する。タンクトップは体にぴったりと密着したもので、袖ぐりは背中に深く、また胸の上部と腹部は大きくカットされたものとする。ブリーフはぴったりとしたもので、裾は左右が上向きにカットされ、サイドは7cm以下とする。ワンピース型もぴったりと体に密着するもので、背中と胸の上部は開いたものとする。トップ、ブリーフ、ワンピース型は明るく鮮やかな色とする。

2012年ロンドン五輪では、袖付きの上衣とショートパンツでのプレーも許可されることになった。女子はビキニが主流となっている。しかし、従来も悪天候時の対応など、あくまでビキニ着用は強制でなかったことを示唆するFIVBによる発表もあった。一方、男子は五輪以外ではタンクトップを着用しない、すなわちトップレスでプレーが認められる大会も発祥国アメリカなどでは少なくない。
ユニフォームの開発に当たっては、砂の付着、汗や雨といった水分対策のほか、激しい動きに対応し、ズレたりヨレたりしないことが求められる。筋肉のつき方や関節の可動域が選手ごとに異なるため、各選手に合わせた採寸、加工が行われる。

### 競技設備
競技場の表面は、選手が怪我をするおそれのあるもの（石、貝殻など）が混じっていない、きれいで均一な砂でなくてはならない。五輪競技においては、さらに細かい指定（「選手の体にくっつかない」など）があるという。
16m×8mと室内のバレーボールより小さいコートを用い、中央に男子が2.43m、女子2.24mの高さのネットを張る。フリーゾーンはエンドラインから5 - 6メートル必要となる。夜間には照明をつけて競技する。
日本国内にも湘南海岸公園をはじめ、ビーチバレーボール用コートを備えたビーチが増えている。

### ルールと戦術
バレーボールとは異なるルールがある。
- （掌を開いた状態での）指の腹を使用したフェイントは禁止されている[18]。
- チョップ（揃えて伸ばした状態の指先で打つコブラショット）、グーの状態（拳骨）や指を曲げた状態（ポーキーショット）、手の甲を使ってのフェイントは認められている[18]。
- オーバーハンドパスで相手コートにボールを返す際は、肩の線に直角方向以外は反則となる。（風などでボールが流された場合は許される）。
- サービスは、試合前に申し出た順序に従う。サービスを打ったチームが得点したときは、同じ選手が続けて打つ。相手にサービスが移り、サービス権を取り返したときは打つ選手を交代する。
- ドリブルの基準が厳しく、サービスや強打でないボールをオーバーハンドでレシーブする場合は、ダブルコンタクト（ドリブル）の反則を取られやすい[18]。
- ブロックのワンタッチは、ワンタッチしたチームのプレー1回として数える[18]。

バレーボールにおけるクロス打ちを「カット」、ストレート打ちを「ライン」と、それぞれ呼ぶ。

## ビーチバレーボール4ｘ4
ビーチバレーボール4ｘ4は、4人制のビーチバレーボールである。
ビーチバレーボールの創成期であった1930年代に4ｘ4はカリフォルニア州で始まってはいたが、2人制が競技化された後もアマチュアから広がりを見せ、2019年6月に開催された第1回ANOCワールドビーチゲームズで採用された。
2人制と異なるのは、1チーム6人で登録し、インドアのように交代が可能。一方でコート内はフリーポジション。
日本では男女混合4人制の大会も行われている。

## 主な競技会
- 夏季オリンピック
- 世界選手権
- ビーチバレーボールワールドツアー
- ユニバーシアード
- アジアサーキット
- アジア競技大会
- アジアビーチゲームズ
- パンアメリカン競技大会

## 情報
日本文化出版が発行する「月刊バレーボール」にてビーチバレーボールコーナーが設けられている。
専門誌としてはかつて「バレーボールマガジン」の増刊号的扱いで「ビーチバレーマガジン」が年2回発行されていたが、2008年を以って休刊。2009年には新たな専門誌「ビーチバレースタイル」が創刊され、年4回発行される。
同年にはビーチスポーツ全体を扱う「ビーチマガジン」も創刊されている。

## ビーチバレーボールが登場する作品
- ビーチスターズ（漫画）
- ビーチできゅ〜（漫画）
- はるかなレシーブ（漫画）
- ハイキュー!!（漫画）
- ビーチバレーガールしずく（ケータイゲーム）
- V'BALL U.S.CHAMPIONSHP（テクノスジャパン開発のテレビゲーム）
- デッド オア アライブ エクストリーム ビーチバレーボール（テクモのテレビゲーム）
  - デッド オア アライブ エクストリーム2（同上）
  - デッド オア アライブ パラダイス（コーエーテクモゲームスのテレビゲーム）
  - デッド オア アライブ エクストリーム3（同上）
  - デッド オア アライブ エクストリーム ヴィーナス バケーション（同上）
- ビーチバレー刑事
- トップガン（映画）
- 真夏の地球（映画）
- 本気萌え グラドルビーチバレー（イメージDVD）